# 厳禁
| ウィキペディアには「厳禁」という見出しの百科事典記事はありません（タイトルに「厳禁」を含むページの一覧/「厳禁」で始まるページの一覧）。 代わりにウィクショナリーのページ「厳禁」が役に立つかもしれません。 |